# Instituto de História da Universidade Federal do Rio de Janeiro
O Instituto de História (IH) é uma unidade de ensino, pesquisa e extensão da Universidade Federal do Rio de Janeiro (UFRJ), criado em 2010 a partir do então Departamento de História do Instituto de Filosofia e Ciências Sociais (IFCS). Localiza-se no Largo de São Francisco de Paula, Rio de Janeiro.

## Visão geral

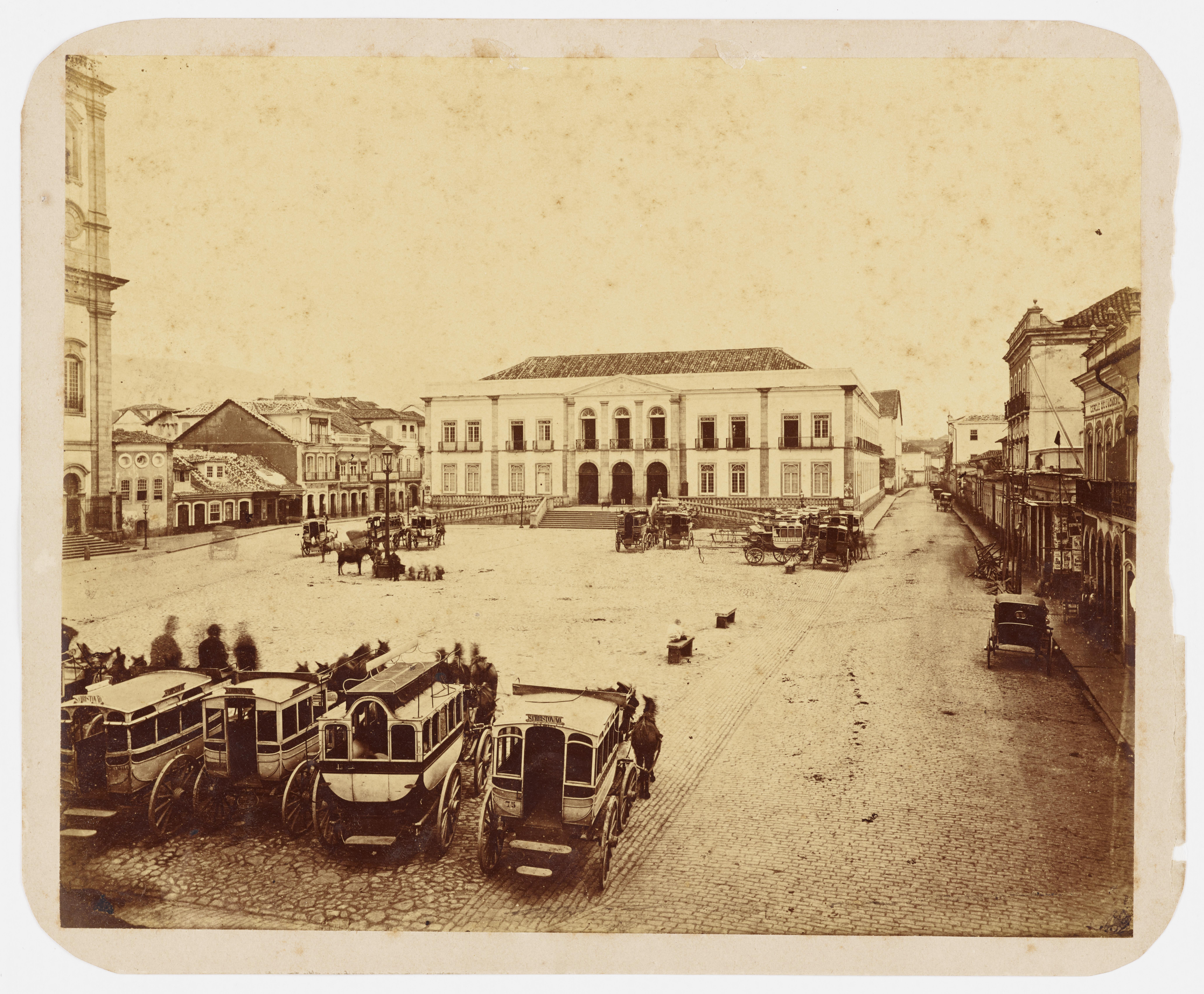
Largo de São Francisco, em destaque, a Real Academia Militar, atual sede do Instituto de História, no Rio de Janeiro. Cerca de 1860.

O Instituto de História está vinculado ao Centro de Filosofia e Ciências Humanas (CFCH), sendo responsável pelo curso de graduação em História, e pelos programas de pós-graduação em História social e em História comparada.